# 10792 Еквадор
10792 Еквадор (10792 Ecuador) — астероїд головного поясу, відкритий 2 лютого 1992 року.
Тіссеранів параметр щодо Юпітера — 3,201.